# Kalwiszki (rejon jezioroski)
Kalwiszki (lit. Kalviškė) – wieś na Litwie, w okręgu uciańskim, w rejonie jezioroskim, w starostwie Turmont.

## Historia
W czasach zaborów w granicach Imperium Rosyjskiego.
W dwudziestoleciu międzywojennym zaścianek leżał w Polsce, w województwie nowogródzkim (od 1926 w województwie wileńskim), w powiecie brasławskim, w gminie Smołwy.
Według Powszechnego Spisu Ludności z 1921 roku zamieszkiwało tu 11 osób, wszystkie były wyznania rzymskokatolickiego i zadeklarowały polską przynależność narodową. Było tu 3 budynki mieszkalne. W 1931 w 4 domach zamieszkiwały 23 osoby.
Wierni należeli do parafii rzymskokatolickiej w Tylży. Miejscowość podlegała pod Sąd Grodzki w m. Turmont i Okręgowy w Wilnie; właściwy urząd pocztowy mieścił się w m. Turmont.